# Arthrotus kalimponganus
Arthrotus kalimponganus es un coleóptero de la familia Chrysomelidae. Fue descrita científicamente por primera vez en 2004 por Kimoto.